# La Muntanya de la Santa Creu
La Muntanya de la Santa Creu (pl. Góry Świętokrzyskie) és un massís muntanyós en Polònia situat en la part central dels altiplans polonès. Orientada en sentit oest-est comprèn una sèrie de serres d'una llargada total de 70 quilòmetres. La Muntanya de la Santa Creu es va formar en l'orogènesi caledoniana ocorreguts fa aproximadament 450 milions d'anys. El seu punt culminant és la Łysica, amb 612 metres d'altitud. Els cims principals són també la Łysa Góra (594 msnm) i el Szczytniak (554 msnm). La fauna i la flora de la part central de la Muntanya és protegida per un Parc Nacional de la Santa Creu (pl. Świętokrzyski Park Narodowy). Les principals fonts d'ingressos de la població són el turisme, els activitats agrícoles i històricament la mineria. Una ciutat principal de la regió és Kielce. El santuari medieval de la Santa Creu és situat a la Łysa Góra.